# Langon (Gironde)
Langon je francouzská obec v departementu Gironde v regionu Akvitánie. V roce 2009 zde žilo 7 396 obyvatel. Je centrem arrondissementu Langon.